# Лимонный крем
Лимо́нный крем (лимонный курд) — распространенный в Великобритании и Северной Америке крем, приготовляемый из яичных желтков, лимонов, сахара и сливочного масла. Консистенция массы — кремообразная, напоминает пудинг. Особенный аромат придает крему цедра.
В Англии конца XIX—начала XX веков крем домашнего приготовления традиционно подавался к хлебу или булочкам в качестве альтернативы джему, а также использовался как начинка для выпечки.
Современные варианты крема, в том числе промышленного изготовления, по-прежнему широко используются для булочек, тостов, кексов или мороженого. С XIX века излюбленным десертом в Великобритании и США является лимонный пирог с безе.
От заварного крема из яиц и молока отличается более высоким содержанием сока и цедры, и, таким образом, более сильным ароматом. Кроме того, лимонный крем, содержащий масло, имеет более однородную и кремовую структуру, чем заварной крем, в котором обычно используется не масло, а мука или крахмал. Лимонный крем обычно не едят как самостоятельное блюдо. Но если во время приготовления крема в него добавить вдвое меньше сливочного масла, чем того требует рецепт, то лимонный курд можно есть как самостоятельное блюдо. 
Вместо лимонов могут использоваться другие цитрусовые, ягоды и т. д.

## Особенности приготовления
Готовят лимонный курд на водяной бане. При этом не допускают соприкосновения дна посуды, в которой находится крем, с кипящей водой. В противном случае желтки, являющиеся основой курда, свернутся. Крем необходимо постоянно помешивать, готовят его до загустения. В среднем на это уходит около 7-10 минут.
Однорости консистенции добиваются тем, что пропускают готовый курд через мелкое сито.

## Хранение лимонного курда
Срок хранения лимонного курда может доходить до 10 дней в холодильнике и до трех месяцев в морозильной камере.